# RDS-1
RDS-1 (russisch: РДС-1 für Реактивный Двигатель Специальный, Reaktiwny Dwigatel Spezialny, auch „Objekt 501“) ist die Bezeichnung der ersten Kernwaffe, die im Rahmen des sowjetischen Atombombenprojekts entwickelt wurde. Sie war somit auch die erste Kernwaffe, welche außerhalb der USA entwickelt wurde. Der erfolgreiche Test fand am 29. August 1949 statt. RDS-1 ist eine weitgehende Kopie des US-amerikanischen Mk.3-Designs (Fat Man).

## Entwicklung
Während des Zweiten Weltkrieges erhielt die Sowjetunion ausgiebige Informationen über das amerikanisch-britisch-kanadische Kernwaffenprogramm (Manhattan-Projekt). Über die wichtigsten Spione Klaus Fuchs, Theodore Hall und David Greenglass erhielt die Sowjetunion detaillierte technische Daten über die in den USA in Entwicklung befindlichen Kernwaffen. Klaus Fuchs gab ab 1941 Informationen an die Sowjetunion weiter. Er war Teil der britischen Tube-Alloy-Delegation und lieferte unter anderem wichtige Beträge zur Entwicklung des Implosionsdesigns für die amerikanische Mk.3-Bombe. Er hatte so Zugang zu allen wichtigen Aspekten der Kernwaffenentwicklung in Los Alamos, welche er an die Sowjetunion weitergab. Der junge Physiker Theodore Hall kam als 19-Jähriger nach Los Alamos und arbeitete dort an der Entwicklung von Implosionstechniken. Er arbeitete ab 1944 als sowjetischer Spion. David Greenglass war ein Mechaniker der US-Armee, der ab August 1944 in Los Alamos arbeitete. Greenglass arbeitete in einem Labor und setzte die theoretischen Entwürfe der Wissenschaftler in Testaggregate um. Obwohl er keine leitende Stellung innehatte, bekam er so detaillierten Zugang zu den Implosionsanordnungen für die Mk.3-Bombe, welche er über seinen Schwager Julius Rosenberg an die Sowjetunion weitergab.
Die sowjetischen Physiker, welche unter der wissenschaftlichen Führung von Igor Kurtschatow an der Entwicklung von Kernwaffen arbeiteten, konnten so die Entwicklung der ersten Kernwaffen in den USA verfolgen und die ausländischen Erkenntnisse durch eigene theoretische Analysen sowie experimentelle Messungen nachvollziehen. Jedoch fehlten der Sowjetunion bis zum Ende des Krieges die Ressourcen, ein industrielles Kernwaffenprogramm aufzubauen. Dies änderte sich mit Ende des Krieges schlagartig, und unter Leitung des Geheimdienstchefs Lawrenti Beria wurde ein radikales Programm begonnen, um die theoretischen Erkenntnisse in eine reale Waffe umzusetzen.
Damit stellte sich die Frage, welches Design für die erste sowjetische Waffe genutzt werden sollte. Die Wissenschaftler setzten sich größtenteils für die Entwicklung eines eigenen Entwurfes ein. Dies lag zum einen daran, dass die ersten amerikanischen Kernwaffen viele technische Unzulänglichkeiten hatten, da sie auch das Produkt eines radikalen Programms mit dem Ziel der schnellstmöglichen Entwicklung einer Kernwaffe waren. Zum anderen wollten die sowjetischen Wissenschaftler aus Gründen des Stolzes nicht, dass ihre erste Kernwaffe nur eine Kopie sein sollte, sondern ein eigenständiges Produkt sowjetischer Wissenschaft. Hingegen wollte die sowjetische Führung, allen voran Beria, ein risikoarmes Programm, das der Sowjetunion so schnell wie möglich eine Kernwaffe zur Verfügung stellen sollte. Er bestand daher darauf, die amerikanischen Entwürfe originalgetreu umzusetzen. Beria setzte seine Sichtweise Ende 1945 durch, worauf sich der Physiker und Held der Arbeit Pjotr Leonidowitsch Kapiza am 3. Oktober 1945 in einem persönlichen Brief an Stalin beschwerte:
„Die wichtigsten Unzulänglichkeiten unseres gegenwärtigen Ansatzes sind, dass sie bei der Nutzung unserer organisatorischen Möglichkeiten versagen und dass er unoriginell ausfällt. Wir versuchen, alles zu wiederholen, was die Amerikaner machten, anstatt zu versuchen, unseren eigenen Weg zu finden. Wir vergessen, dass das Folgen des amerikanischen Weges nicht im Rahmen unserer Möglichkeiten liegt und zu lang dauern würde. ... Genossen Beria, Malenkow und Wosnessenski führen sich im Sonderkomitee auf wie Supermänner, im speziellen Genosse Beria. Es ist richtig, dass er den Taktstock des Dirigenten in der Hand hält. Dies ist in Ordnung, aber nach ihm sollte ein Wissenschaftler die erste Violine spielen, da es die Violine ist, welche den Ton für das ganze Orchester setzt. Genosse Berias grundlegende Schwäche ist es, dass er als Dirigent nicht nur den Taktstock schwingen, sondern auch die Partitur verstehen sollte.“ (Indirekte Übersetzung aus dem Englischen)
Der Brief endete mit der Drohung, dass Kapiza das Programm verlassen werde, sollte Stalin nicht einschreiten. Beria setzte sich allerdings durch mit der Entwicklung einer Kopie der amerikanischen Bombe, und Kapiza verließ das sowjetische Kernwaffenprojekt im Dezember 1945.
Mit der Einrichtung des ersten sowjetischen Kernwaffenzentrums Arsamas-16 im Jahr 1946 wurde den Wissenschaftlern ein enger Zeitrahmen gesetzt. Die finalen Entwürfe für RDS-1 (die Kopie des Mk.3-Fat-Man-Entwurfes) und RDS-2 (die Kopie des Mk.1-Little-Boy-Entwurfes) sollten bis zum 1. Juli 1947 fertiggestellt sein. RDS-1 sollte am 1. Januar 1948 und RDS-2 am 1. Juni 1948 testbereit sein. Auf theoretischem Gebiet machte das Programm gute Fortschritte, jedoch führten verschiedene Verzögerungen beim Aufbau des industriellen Kernwaffenkomplexes dazu, dass dieser enge Zeitplan unmöglich eingehalten werden konnte.
Der erste sowjetische Produktionsreaktor zur Gewinnung von Plutonium wurde erst am 19. Juni 1948 kritisch. Der Reaktor A der Kernanlage Majak hatte eine initiale Leistung von 100 MWth. Sein erster Produktionslauf dauerte rund 100 Tage, hinzu kamen etwa 30 bis 40 Tage Abklingzeit für den bestrahlten Brennstoff. Am 16. April 1949 wurde aus diesem Brennstoff das erste Plutonium gewonnen, insgesamt 16,5 kg. Damit konnte die erste sowjetische Kernwaffe fertiggestellt werden.

## Der erste Test und spätere Entwicklungen
Als Kernwaffentestgelände wählte die Sowjetunion ein Steppengebiet in der Nähe von Semipalatinsk in der Kasachischen SSR im Jahr 1947 aus. Nach einigen Namensänderungen wurde sie schließlich als Staatliches Zentrales Wissenschaftliches Testgelände Nr. 2 (GosZNIP-2) geführt. Für das Personal des Testgeländes wurde eine eigene Stadt, Semipalatinsk-21 (heute Kurtschatow), errichtet, sowie ein spezielles abgeriegeltes Areal zur Lagerung der Kernwaffenkomponenten. Die Vorbereitungen für den ersten Test begannen im April 1949. Kurtschatow reiste im Mai 1949 nach Semipalatinsk, um die Testvorbereitungen zu unterstützen. Das Material für den ersten Test wurde per Eisenbahn nach Semipalatinsk transportiert. Die Bahnstationen entlang der Zugstrecke wurden für die Öffentlichkeit gesperrt, und die Wissenschaftler an Bord der Züge durften diese während der kurzen Stopps entlang der Strecke nicht verlassen.
Für den ersten Test wurde ein 30 m hoher Turm errichtet, auf dem die Bombe gezündet werden sollte. Anders als beim ersten amerikanischen Kernwaffenversuch „Trinity“ im Juli 1945 wurde die Bombe jedoch nicht auf dem Turm endmontiert, sondern in einer Halle neben dem Turm. Ebenfalls im Unterschied zu „Trinity“ wurden in der Nähe des Bombenturmes Holz- und Ziegelhäuser, Brücken, Tunnel, Wassertürme und andere Anlagen errichtet. Weiterhin wurden Lokomotiven, Eisenbahnwagen und Panzer positioniert. Damit sollten die Auswirkungen der ersten sowjetischen Kernwaffenexplosion auf solche Strukturen und Fahrzeuge getestet werden. Eine staatliche Sonderkommission befand das Areal am 10. August bereit für den Test. Am 14., 18. und 22. August gab es mehrere Probeläufe in Vorbereitung für den eigentlichen Test.
Die Einzelteile der Bombe wurden mit Lastwagen von Semipalatinsk-21 angeliefert, und die Endmontage begann unter Kontrolle von Kurtschatow und im Beisein von Beria am 28. August. Die Bombe wurde auf einem gleisgebundenen Wagen montiert. Gegen 2 Uhr morgens am 29. August war RDS-1 fertiggestellt. Die Bombe wurde auf ihrem Wagen zum Turm geschoben und dort mit einem Lastenaufzug zur Spitze des Turmes transportiert. Dort angekommen wurde sie an das Zündsystem angeschlossen. Danach verließ die Konstruktionsmannschaft den Testort. Der Kontroll- und Beobachtungsbunker befand sich in rund 8 km Entfernung. Da es die ganze Nacht lang nieselte, wurde der auf 6 Uhr morgens Ortszeit angesetzte Test um eine Stunde verschoben. Der Himmel blieb weiterhin bedeckt, aber es klarte soweit auf, dass die Beobachtungsbedingungen gut genug für den Test wurden. Der automatische Countdown begann 30 Minuten vor der Zündung. Um 7 Uhr Ortszeit detonierte RDS-1 mit etwa 22 kT Sprengkraft. Beria umarmte sofort nach der erfolgreichen Zündung Chariton und Kurtschatow. Er ließ sich danach sofort von zwei Beobachtern, welche der amerikanischen Operation Crossroads 1946 beigewohnt hatten, bestätigen, dass die Explosion so ausgesehen habe wie bei den Amerikanern. Kurz darauf rief er Stalin in Moskau an, um ihn persönlich zu informieren. Dieser wusste bereits vom erfolgreichen Test und legte auf, worüber sich Beria maßlos aufregte.
Die Sowjetunion hielt ihren ersten erfolgreichen Kernwaffenversuch geheim. Jedoch betrieben die USA und Großbritannien zu diesem Zeitpunkt bereits ein intensives Messprogramm zum Nachweis von Radioaktivität in der Atmosphäre. Am 3. September 1949 sammelte ein amerikanisches WB-29-Messflugzeug östlich von Kamtschatka in seinen Filtern radioaktive Partikel des „Ersten Blitzes“. Ein Labor konnte schnell nachweisen, dass diese Partikel durch Kernspaltung verursacht worden waren. In den folgenden Tagen konnte die radioaktive Wolke über den USA verfolgt werden. Das kommerzielle Labor Tracerlab bestimmte den Zeitpunkt der Explosion auf 0 Uhr GMT des 29. August (6 Uhr Ortszeit in Semipalatinsk) und lag damit nur eine Stunde daneben. Verteidigungsminister Louis A. Johnson wollte sich zunächst nicht von einem sowjetischen Test überzeugen lassen. Jedoch verkündete Präsident Harry Truman am 23. September  öffentlich, dass in den letzten Wochen ein Atomtest in der Sowjetunion stattgefunden habe. Die USA gaben dem Test die Bezeichnung „Joe-1“.
Trotz des erfolgreichen Tests verlief der Aufbau des sowjetischen Kernwaffenarsenals schleppend. Probleme mit den ersten Produktionsreaktoren und dem Übergang von Forschung und Entwicklung zur Serienfertigung ließen das sowjetische Arsenal nur sehr langsam wachsen. Im Jahr 1950 soll es laut einer Quelle einen weiteren Versuch mit einer Testbombe gegeben haben, welcher fehlschlug, andere Quellen und die offizielle Liste der sowjetischen Kernwaffentests weisen jedoch 1950 keinen Test aus. Im Dezember 1951 wurden die ersten drei modifizierten RDS-1-Bomben („Objekt 501M“) fertiggestellt. Wie die ersten amerikanischen Bomben wurden diese allerdings nicht unter die Kontrolle der Streitkräfte gestellt, sondern in gesonderten Einrichtungen in Einzelteilen gelagert. Zu diesem Zeitpunkt hatte die Sowjetunion schon einen eigenständigen Implosionsentwurf unter dem Namen RDS-2 beim Test „Zweiter Blitz“ am 24. September 1952 getestet. Obwohl die Bezeichnung RDS-2 beibehalten wurde, hat diese Bombe nichts mit der ursprünglich unter diesem Namen angedachten Kopie von Little Boy gemein. Alles in allem sollen nur fünf RDS-1-Serienmodelle gebaut worden sein. Die zahlenmäßig bedeutende Serienfertigung von Kernwaffen begann in der Sowjetunion im Jahr 1953 mit RDS-3, einem Implosionsentwurf mit einem Kompositkern bestehend aus Plutonium und hochangereichertem Uran mit etwa 20 Stück pro Jahr.

## Aufbau
RDS-1 ist eine Kernspaltungsbombe nach dem Implosionsprinzip und nutzt Plutonium als Spaltstoff. Da sie ein Nachbau des amerikanischen Mk.3-Entwurfes ist, kann der prinzipielle Aufbau dort nachgelesen werden: Aufbau der Mk.3-Bombe.
Im Jahr 2013 veröffentlichte das Zentrale Archiv der Russischen Föderation historische Dokumente, wodurch auch einige konkrete Details zu RDS-1 öffentlich wurden. Ein handgeschriebener Entwurf für einen Ministererlass zur Durchführung eines Kernwaffentests von Kurtschatow, datiert auf den 18. August 1949 (zehn Tage vor dem ersten Test), enthält unter anderem folgende Passagen:
a) Plutoniumladung:
 Masse der Ladung: 6403,39 g
 äußerer Durchmesser: 93 Millimeter
 innerer Durchmesser: 28 Millimeter;
b) erwartete Effizienz der Ladung: =~10 %, was äquivalent einer Explosion von 10.000 t TNT ist;
c) erwartete Wahrscheinlichkeit einer Explosion mit verminderter Effizienz ist =~ 10 % (davon in 5 % der Fälle einer erwarteten Sprengkraft von 10.000 bis 3000 Tonnen TNT und in 5 % der Fälle – weniger als 3000 Tonnen, aber nicht weniger als 300 Tonnen TNT)
(indirekte Übersetzung aus dem Englischen)
Nach diesen Angaben war der Plutoniumkern von RDS-1 etwas schwerer als jener im ersten amerikanischen Test „Trinity“, welcher 6,1 kg Plutonium verwendete. Aus den Daten konnte eine Dichte des Kerns von 15,6 g/cm³ errechnet werden, was einer δ-Phasen-Plutonium-Gallium-Legierung mit 1,6 % Gallium entspricht. Weiterhin kann aufgrund der sowjetischen Plutoniumproduktionsdaten der Anteil von 240Pu auf 0,7 % geschätzt werden.

## Modell der Waffe

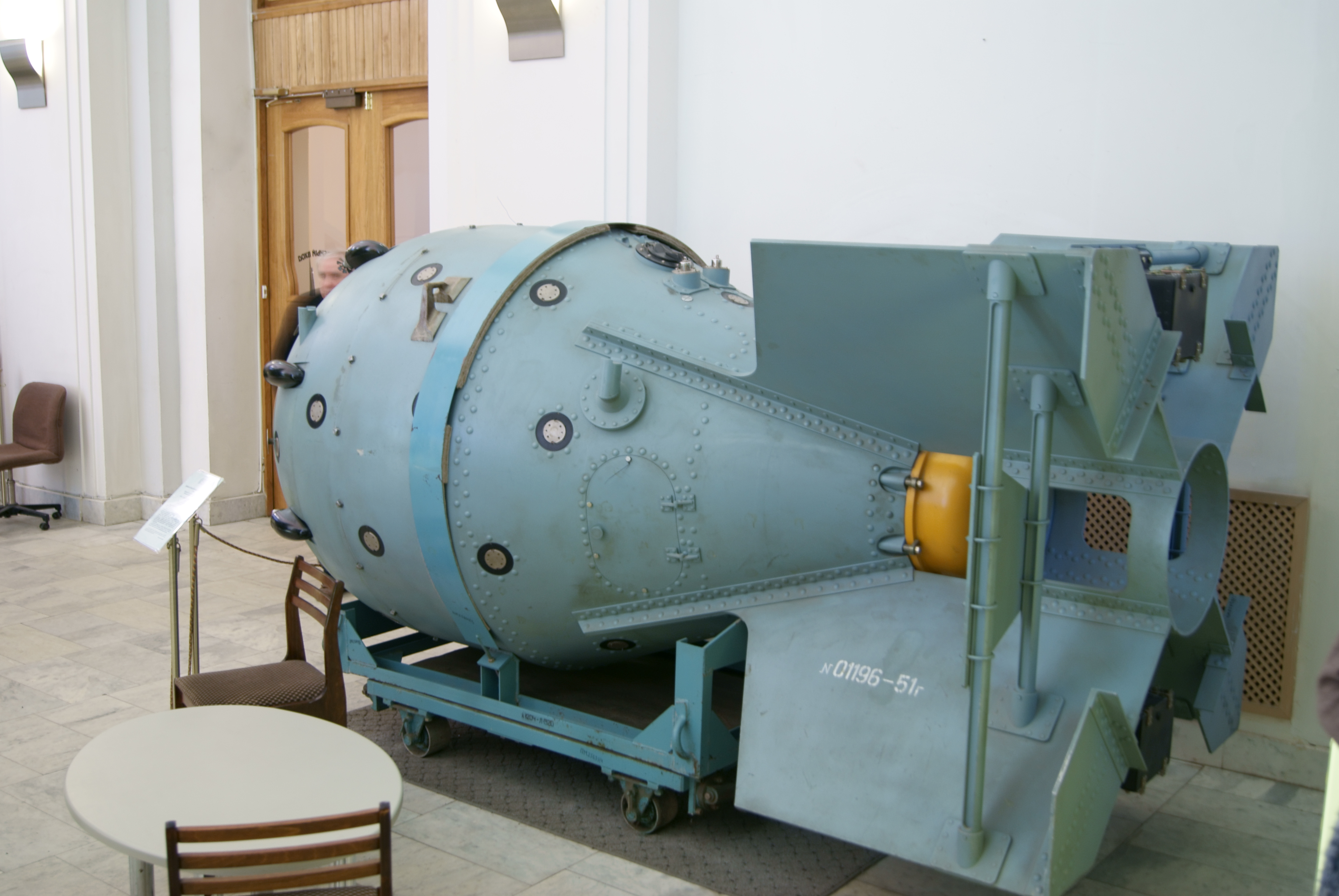
Modell der ersten sowjetischen Atombombe im Polytechnischen Museum Moskau

An die Herstellung und die Explosion der ersten RDS-1 wird im Moskauer Polytechnischen Museum mit einer Ausstellung erinnert. Unter anderem ist dort ein Modell der RDS-1 zu sehen, das wie die echte Bombe in der Kleinstadt Sarow bei Nischni Nowgorod gebaut wurde. Daneben kann jeder Besucher an einem Steuerpult per Knopfdruck einen Atomtest simulieren.